# The Cat’s Meow
The Cat’s Meow ist ein kanadisch-deutsch-britisches Filmdrama aus dem Jahr 2001. Regie führte Peter Bogdanovich, das Drehbuch schrieb Steven Peros anhand des eigenen Theaterstücks. Der Film spekuliert über die Umstände des geheimnisvollen Todes des Filmproduzenten Thomas Harper Ince im Jahr 1924.

## Handlung
Kalifornien im Jahr 1924. Der einflussreiche Unternehmer und Zeitungsbesitzer William Randolph Hearst und seine als Schauspielerin tätige Geliebte Marion Davies unternehmen eine Wochenendrundfahrt auf einer Yacht. Die Gastgeber werden von dem Filmstar Charlie Chaplin, dem Produzenten Thomas Harper Ince, der Filmkritikerin Louella Parsons, der Schriftstellerin Elinor Glyn sowie einigen Geschäftsleuten und Flapper-Mädchen begleitet. Nach dem Abendessen werden Alkohol und Drogen konsumiert, es geht überwiegend wild und lustvoll zu.
Die meisten der Gäste verfolgen ihre eigenen Interessen. Thomas Ince versucht seine ins Stocken geratene Hollywood-Karriere zu retten und will zukünftig gemeinsam mit Hearst Filme produzieren, doch der Tycoon zögert. Parsons hofft, dass Hearst ihr beim beruflichen Wechsel von New York City nach Hollywood helfen wird. Chaplin offenbart Davies seine Liebe und versucht sie zu überreden, Hearst zu verlassen. Davies zögert, obwohl sie Chaplin charmant findet und sich auf einige Küsse einlässt. Doch Chaplin ist als notorischer Schürzenjäger bekannt und Hearst hat ihr bisher stets eine stabile Beziehung geboten. Mithilfe von Abhörgeräten und anderen Hilfsmitteln beobachtet der einsame und unbeholfene Hearst obsessiv, wie seine Gäste über ihn sprechen und ob seine deutlich jüngere Geliebte ihm untreu wird. Ince versucht die Lage zu nutzen und in Hearsts Gunst aufzusteigen, indem er ihm die Liebelei von Chaplin und Marion zunächst andeutet und schließlich handfeste Beweise liefert.
Daraufhin verliert Hearst seine Selbstbeherrschung und rennt wütend über die Yacht. Schließlich sieht er Marion, als sie mit Ince spricht, den er jedoch irrtümlich für Chaplin hält. Hearst hört, wie Davies im Gespräch über Chaplin sagt, sie liebe ihn nicht, versteht jedoch nicht, dass nicht er selbst gemeint ist. Erregt schießt er Ince in den Kopf. Erst danach erklärt ihm Davies den Irrtum. Der schwerverletzte Ince wird nach der Rückkehr nach San Diego in ein Krankenhaus eingeliefert. Hearst ruft Inces Frau an und sagt, ihr Mann habe einen Selbstmordversuch unternommen. Hearst verspricht der Frau, die Angelegenheit zu vertuschen. Den Gästen auf der Yacht wird die plötzliche Abreise als Magengeschwür von Ince ausgegeben, doch nicht alle glauben daran. Parsons, die die Ereignisse beobachtete, erpresst Hearst, der ihr lebenslange Beschäftigung in seinem Unternehmen zusichert. Auch Margaret Livingston, die Geliebte von Ince, erhält fortan eine um ein Vielfaches höhere Gage.
Elinor Glyn, die als Erzählerin des Filmes fungiert, schließt damit ab, dass die erzählte Version des geheimnisvollen Wochenendes nur eine von vielen sei, zumal sich die Beteiligten des Wochenendes bis an ihr Lebensende darüber öffentlich ausgeschwiegen haben.

## Hintergründe

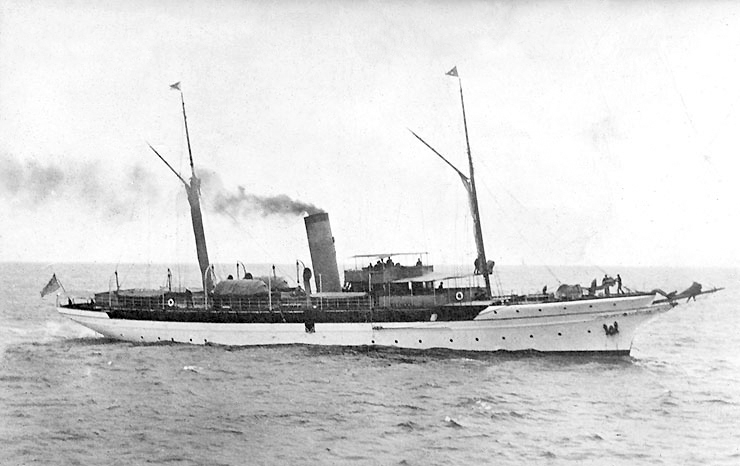
Die Oneida, ab 1922 das Schiff von Hearst und historischer Schauplatz der Ereignisse im Film, im Jahr 1916

Der Film wurde in Griechenland (die Außenaufnahmen) sowie im Berliner Studio Adlershof (fast alle Innenaufnahmen) innerhalb rund eines Monats gedreht. Seine Produktionskosten betrugen schätzungsweise 7 Millionen US-Dollar. Die Weltpremiere fand am 3. August 2001 auf dem Internationalen Filmfestival von Locarno statt, dem einige weitere Filmfestivals folgten. Der Film spielte in den Kinos der USA ca. 3,2 Millionen US-Dollar ein.
Regisseur Peter Bogdanovich hatte bereits im Jahr 1969 von seinem engen Freund Orson Welles über einen vertuschten Mord an Ince gehört. Welles hatte Hearst als eines der Vorbilder für die Hauptfigur in seinem Klassiker Citizen Kane verwendet. Herman J. Mankiewicz, Welles’ Mitautor bei Citizen Kane, wollte ursprünglich auch den angeblichen Mord an Thomas H. Ince in das Drehbuch einbringen. Allerdings sprach sich Welles dagegen aus, da für ihn Hearst und Kane nicht deckungsgleich waren und er die Figur Charles Forster Kane nicht zu einem Mörder machen wollte. Welles berichtete Bogdanovich, dass sich die Ereignisse auf der Yacht in groben Zügen wie in The Cat’s Meow dargestellt zugetragen hatten. Seine Information über die angeblichen Umstände von Inces Tod bekam Welles von Charles Lederer, dem Neffen von Marion Davies, der auch Bogdanovich diese Version in den 1970er-Jahren auf Anfrage bestätigte.
Bogdanovich bekam das Drehbuch von Steven Peros geschickt, ironischerweise kurz nachdem Bogdanovich dem Filmkritiker Roger Ebert auf einer Schiffsfahrt von der Geschichte erzählt hatte und dieser daraufhin geäußert hatte, der Stoff würde einen guten Film hermachen. Bogdanovich, der sich auch als Filmhistoriker einen Namen gemacht hatte, arbeitete intensiv mit Peros am Drehbuch, um die historischen Persönlichkeiten und die vermuteten Ereignisse möglichst korrekt zu fassen.

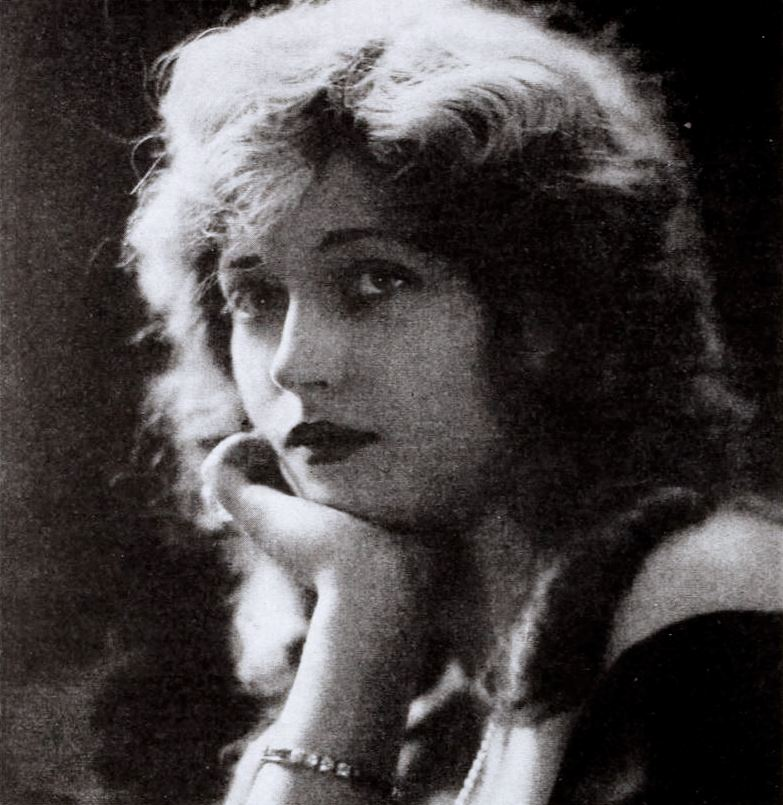
Marion Davies (1922)
William Hearst (1923)
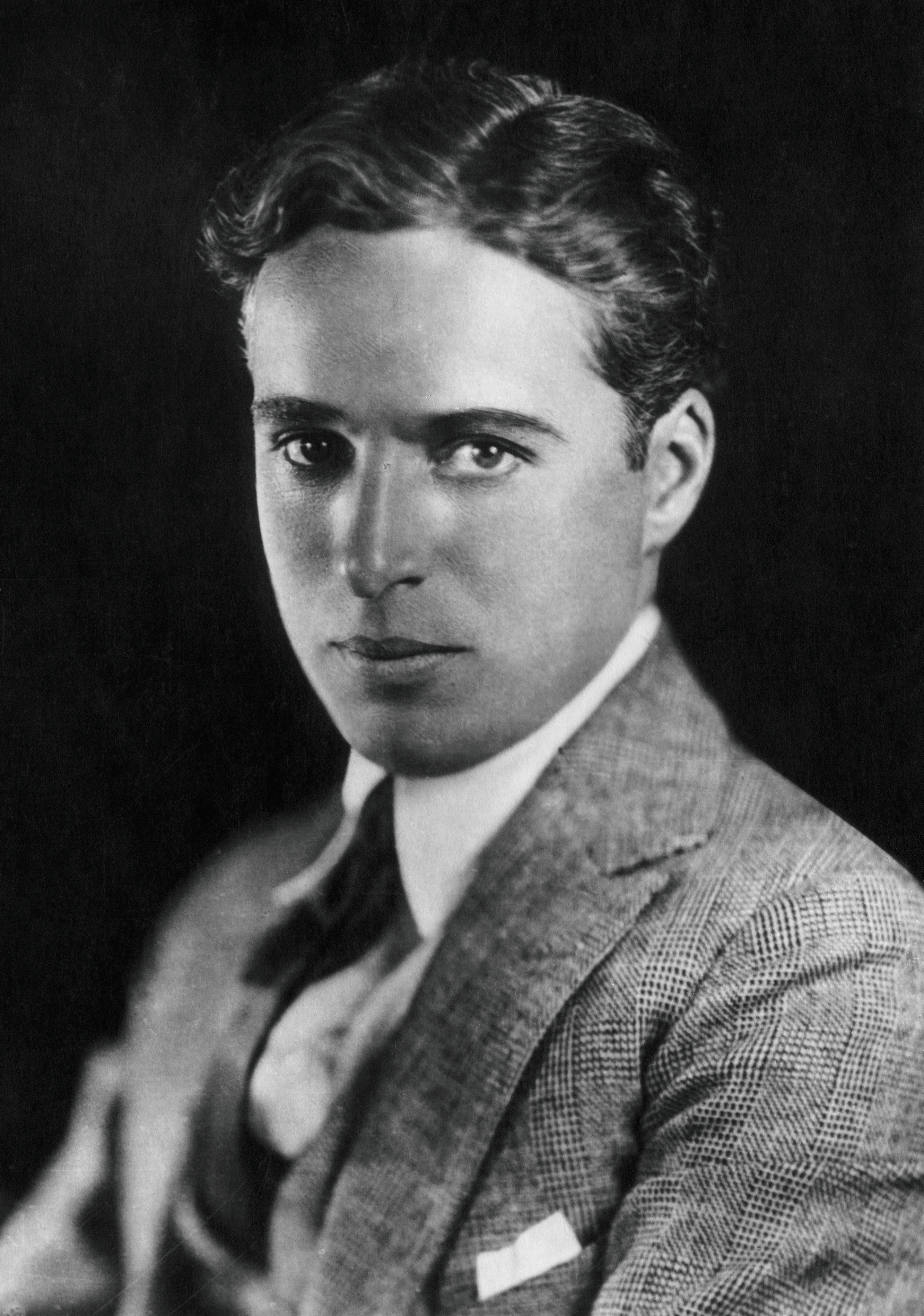
Charlie Chaplin (1920)
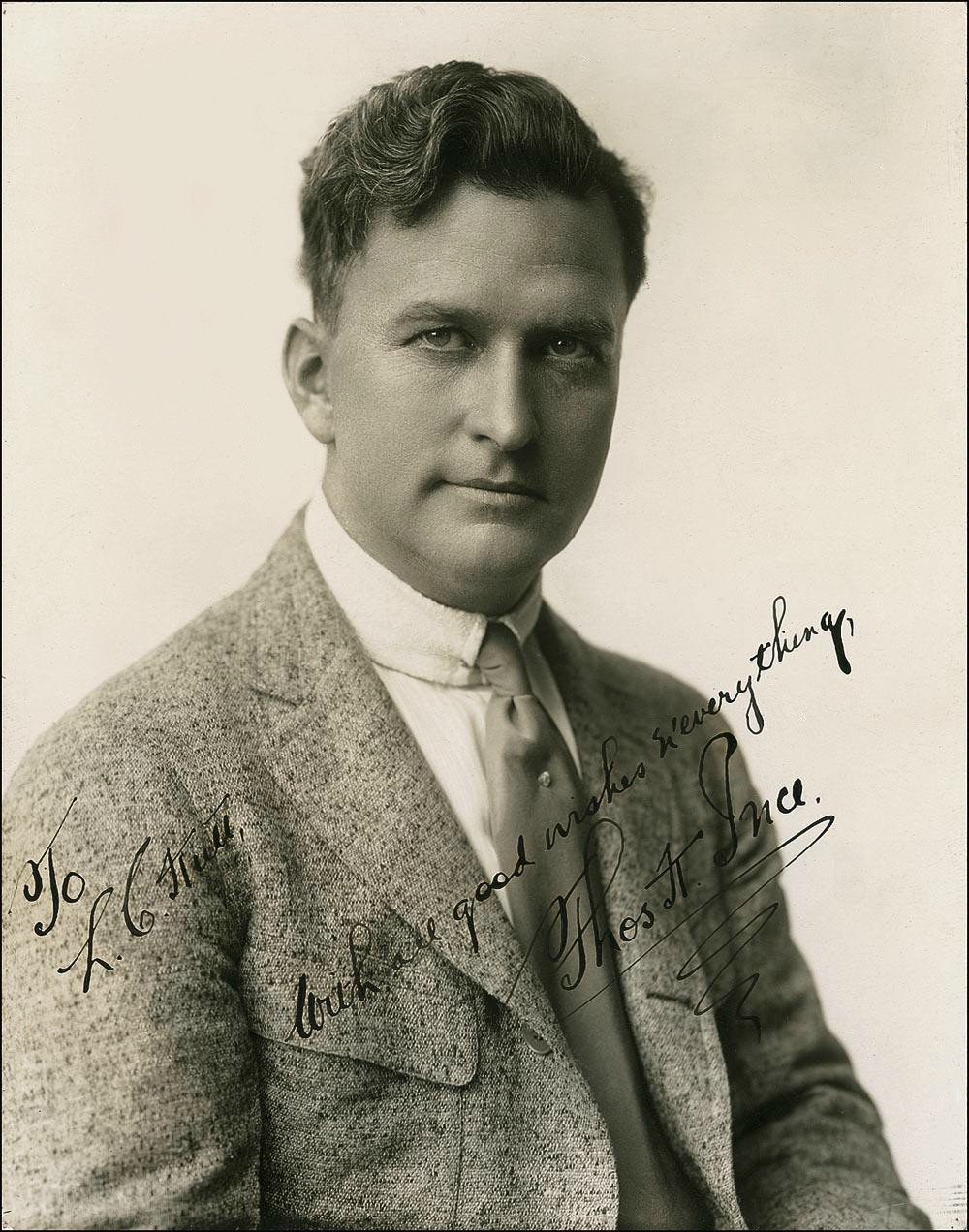
Thomas H. Ince (1918)
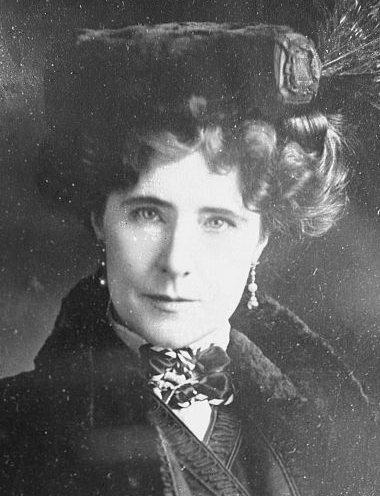
Elinor Glyn (undatiert)
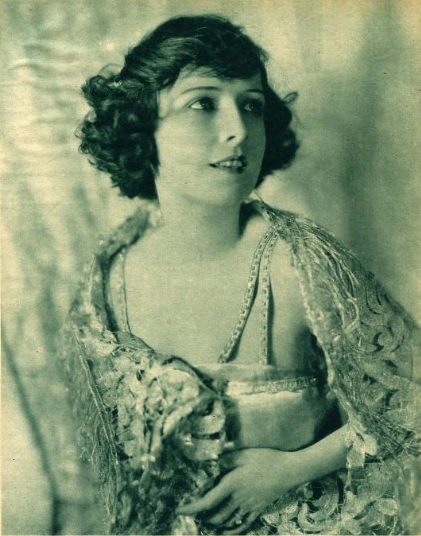
Margaret Livingston (1923)

## Kritiken
James Berardinelli schrieb auf ReelViews, der Film sei überdurchschnittlich und der beste Film des Regisseurs seit einigen Jahren. Die Kostüme, die Kulissen und die Dialoge seien „einwandfrei“. Es gebe drei herausragende Darstellungen – jene von Izzard, Herrmann und Lumley. Der Film erinnere an Gosford Park von Robert Altman, weil er ebenfalls einen Mord beinhalte und effizient mit zahlreichen Figuren auf engem Raum arbeite. Die Handlung beider Filme sei in der ersten Hälfte des 20. Jahrhunderts angesiedelt und vermische Fiktion mit der Realität. Der Film sei nicht auf den kommerziellen Erfolg beim dummen und unaufmerksamen Publikum ausgerichtet.
Jonathan Rosenbaum lobte insbesondere die Leistungen der Hauptdarsteller Kirsten Dunst, Edward Herrman, Eddie Izzard und Cary Elwes. Dunst gebe, obwohl noch jugendlich, die „vielleicht beeindruckendste Leistung“ als damals 27-jährige Marion Davies, die bei ihr flirtend, aber hauptsächlich loyal zu Hearst gerate. Herrmans Darstellung von Hearst sei „genauso sympathisch wie vielschichtig“, wobei auffallend sei, dass bei Bogdanovich im Gegensatz zu Welles’ Citizen Kane weniger die Sozialkritik an Hearst als dessen menschliche und romantische Probleme im Vordergrund stehen würden. Dem Film würde man sein relativ kleines Budget nicht ansehen, er wirke hochwertiger als viele Großproduktionen gemacht. Bogdanovich gelänge eine „detailreiche“ Inszenierung, die verschiedene Blickwinkel zeige und auch den kleineren Rollen Tiefe verleihe. In den Figuren der Männer im Film – dem mit einer viel jüngeren Frau verheirateten Hearst oder dem in der Filmindustrie als abgehalftert geltenden Ince – habe Bogdanovich möglicherweise Selbstbespiegelung betrieben. Bogdanovich spreche mit einer „leiseren Stimme“ als bei seinen frühen Filmen, „und was er sagt erscheint deutlich persönlicher und nachdenklicher“.
Mark Adams schrieb in der Zeitschrift The Hollywood Reporter vom 4. Dezember 2001, der Regisseur verbinde „elegant“ in einer fiktiven Geschichte Liebe, Sex und Mord, was seine Rückkehr zur früheren Form markiere. Bogdanovich mache „großartige Arbeit“. Der Film beinhalte witzige und komplexe Dialoge. Dunst entwickle sich als Schauspielerin weiter; ihre Wärme und ihre Unschuld würden „perfekt“ zur gespielten Figur passen.
Der Filmdienst schreibt: „Elegant inszeniertes Kriminaldrama nach einer authentischen Begebenheit. In Form eines klassischen „Who done it“-Sujets spielt Peter Bogdanovich seine Hollywood-Kenntnisse in allerlei satirischen Seitenhieben aus, ohne freilich gesellschaftskritische Schärfe zu entwickeln.“

## Auszeichnungen
Kirsten Dunst gewann im Jahr 2002 einen Preis des Mar del Plata Film Festivals.